# The Chainsmokers
The Chainsmokers  är en amerikansk DJ-duo, bestående av Andrew Taggart och Alex Pall.
Duons låt #Selfie nådde topp 20 i flera länder 2014, däribland en sextondeplats på Billboard Hot 100, en tredjeplats i Australien och en elfteplats i Storbritannien. Deras debut-EP Bouquet släpptes den 23 oktober 2015. Låten Roses nådde topp 10 på Billboard Hot 100, medan låten Closer (med sång av Halsey) blev deras första låt att nå förstaplatsen på listan. 
The Chainsmokers har samarbetat med den svenska sångerskan Charlee Nyman; tillsammans fick de en stor framgång med låten Inside out som låg på den amerikanska Billboard-listan i 27 veckor. De har även samarbetat med sångerskan Daya och släppt låten "Don't Let Me Down" som har hamnat på en tredjeplats på Billboard Hot 100.
De släppte sitt första album Memories...Do Not Open den 7 april 2017 och har sedan dess släppt flertalet kända låtar.

## Bakgrund
Gruppen startades av Alex Pall och Rhett Bixler 2012 som en DJ-duo, men Rhett lämnade gruppen kort därefter. Alex mötte senare Andrew Taggart genom bandets manager, de gick ihop och startade gruppen på nytt.
De släppte sin första låt "Erase" kort därpå via en hemsida för elektronisk musik. Deras första officiella singel "The Rookie" släpptes i slutet på året, följd av "#Selfie" som fick stor uppmärksamhet och räknas som The Chainsmokers genombrottssingel.
Deras första EP "Bouquet" släpptes den 23 oktober 2015 och innehöll singeln "Roses", en av gruppens första stora hit-låtar.
Ungefär ett år senare släpptes EPn Collage. Två av gruppens mest kända låtar Don't Let Me Down med Daya och Closer med Halsey är singlar från EPn. De är än idag några av gruppens mest streamade låtar, varav Closer under en lång tid var den tredje mest streamade låten någonsin.
Gruppens debutalbum Memories... Do Not Open släpptes 2017 och innehåller singlarna Something Just Like This med Coldplay, och Paris, båda två blev stora hits.
Gruppens andra studioalbum Sick Boy släpptes under 2018, en singel i taget, nästan en per månad.
Bandets tredje album World War Joy släpptes på liknande vis året därpå, sex låtar släpptes som singlar, ungefär en per månad, och sen de fyra sista i slutet på året. Albumet innehåller samarbeten med bland annat 5 Seconds of Summer, blink-182 och Kygo.
Efter att ha släppt musik nästintill varje månad i två år tog gruppen en paus från att släppa musik under 2020 och 2021, men jobbade under tiden på ett fjärde studioalbum.
2022 kom de tillbaka från sin paus med deras fjärde studioalbum So Far So Good, denna gången släpptes albumet dock på vanligt vis. Senare under året kom albumet att släppas i en remixversion, So Far So Good (lofi remixes) med alla albumets låtar omgjorda till genren lo-fi.
Efter släppet av "Time Bomb" som blev den sista låten att läggas till på albumet "So Far So Good" bekräftade bandet att de nu skulle börja jobba på deras femte och nästa album. 

Under 2023 började duon marknadsföra deras kommande album. Efter att ha släppt två singlar i början av året, Make Me Feel och Wish on an Eyelash, Pt.2 skrev dem via sociala medier att dessa däremot inte var en del av deras kommande album. I ett inlägg på Instagram den 12 april tackade de av So Far So Good-tiden och hintade om deras nästa album; 
"Thank you for the adventure. The end. Time for TCS5." - @thechainsmokers på Instagram 
Bandets femte album Summertime Friends släpptes utan förvarning den 20 oktober 2023. Bandet hade däremot, liknande hur de gjorde med Sick Boy och World War Joy, släppt albumet en singel i taget under året. Albumet innehåller bland annat samarbeten med Illenium, Alok och Mae Stephens, samt Celular, ett samarbete med Nicky Jam och Maluma, vilken blev bandets första singel på spanska. En EP betitlad Live From Drew's Rental House släpptes den 15 december och innehöll nyinspelningar av låtarna Summertime Friends och Think About Us.
Under 2024 började The Chainsmokers marknadsföra deras nästa släpp, som på liknande vis som dess tidigare album gick via kodnamnet TCS6 på deras sociala medier. Detta projekt visade sig däremot vara en EP vid namn No Hard Feelings, som släpptes den 10 maj. No Hard Feelings föregicks av singlarna Addicted och Friday. Den 26 juli släppte bandet ännu en EP, betitlad Live From Drew's Living Room, vilken innehöll nyinspelningar av låtar från No Hard Feelings.

## Medlemmar

### Nuvarande medlemmar
- Andrew Taggart - Sång, Musik

Andrew Taggart föddes 31 december 1989 i Maine. Han är bandets primära låtskrivare och sjunger sen 2015 även på de flesta låtarna.
- Alex Pall - Producent, DJ, Co-Writer

Alex Pall föddes 16 maj 1985 och är främst producent och DJ. Han hjälper till att skriva låtar och är ansvarig för mixning och liknande.

### Turnémedlemmar
- Matt McGuire - Trummor

Matt McGuire är en trummis från Australien som funkar som bandets turnédirektör, live-trummis och har även vart med i flertalet musikvideor.

### Före detta medlemmar
- Rhett Bixler

## Diskografi[11]

### Studioalbum
| År   | Titel                  | Släppdatum                                                     |
| ---- | ---------------------- | -------------------------------------------------------------- |
| 2017 | Memories...Do Not Open | 7 April 2017                                                   |
| 2018 | Sick Boy               | en singel i taget under hela 2018                              |
| 2019 | World War Joy          | en singel i taget under hela 2019                              |
| 2022 | So Far So Good         | 13 maj 2022 (standardutgåva) / 22 juli 2022 (förlängd version) |
| 2023 | Summertime Friends     | 20 oktober 2023                                                |

### Remix-album
| År   | Titel                         | Släppdatum      |
| ---- | ----------------------------- | --------------- |
| 2022 | So Far So Good (lofi remixes) | 21 oktober 2022 |

### Filmsoundtracks
| År   | Titel                                                        | Släppdatum      |
| ---- | ------------------------------------------------------------ | --------------- |
| 2020 | Words on Bathroom Walls (Original Motion Picture Soundtrack) | 21 augusti 2020 |

### EP
| År   | Titel                         | Släppdatum       |
| ---- | ----------------------------- | ---------------- |
| 2015 | Bouquet                       | 23 oktober 2015  |
| 2016 | Collage EP                    | 4 november 2016  |
| 2023 | Live From Drew's Rental House | 15 december 2023 |
| 2024 | No Hard Feelings              | 10 maj 2024      |
| 2024 | Live From Drew's Living Room  | 26 juli 2024     |

### Singlar
| År   | Titel                                                  | Album/EP                |
| ---- | ------------------------------------------------------ | ----------------------- |
| 2012 | Erase (med Priyanka Chopra)                            | inget album             |
| 2012 | The Rookie                                             | inget album             |
| 2013 | #Selfie                                                | inget album             |
| 2014 | Kanye                                                  | inget album             |
| 2015 | Let You Go (med Great Good Fine Ok)                    | inget album             |
| 2015 | Good Intentions                                        | inget album             |
| 2015 | Roses                                                  | Bouquet                 |
| 2015 | Waterbed                                               | Bouquet                 |
| 2015 | Split (Only U) [Tiësto & The Chainsmokers]             | inget album             |
| 2015 | Until You Were Gone                                    | Bouquet                 |
| 2015 | New York City                                          | Bouquet                 |
| 2016 | Don't Let Me Down (med Daya)                           | Collage EP              |
| 2016 | Inside Out (med Charlee)                               | Collage EP              |
| 2016 | Closer (med Halsey)                                    | Collage EP              |
| 2016 | All We Know (med Pheobe Ryan)                          | Collage EP              |
| 2017 | Paris                                                  | Memories... Do Not Open |
| 2017 | Something Just Like This (med Coldplay)                | Memories... Do Not Open |
| 2017 | Honest                                                 | Memories... Do Not Open |
| 2018 | Sick Boy                                               | Sick Boy                |
| 2018 | You Owe Me                                             | Sick Boy                |
| 2018 | Everybody Hates Me                                     | Sick Boy                |
| 2018 | Somebody (med Drew Love)                               | Sick Boy                |
| 2018 | Side Effects (med Emily Warren)                        | Sick Boy                |
| 2018 | Save Yourself (med NGHTMRE)                            | Sick Boy                |
| 2018 | This Feeling (med Kelsea Ballerini)                    | Sick Boy                |
| 2018 | Siren (med Aazar)                                      | Sick Boy                |
| 2018 | Beach House                                            | Sick Boy                |
| 2018 | Hope (med Winona Oak)                                  | Sick Boy                |
| 2019 | Who Do You Love (med 5 Seconds Of Summer)              | World War Joy           |
| 2019 | Kills You Slowly                                       | World War Joy           |
| 2019 | Do You Mean (med Ty Dolla Sign & bülow)                | World War Joy           |
| 2019 | Call You Mine (med Bebe Rexha)                         | World War Joy           |
| 2019 | Takeaway (med ILLENIUM & Lennon Stella)                | World War Joy           |
| 2019 | Push My Luck                                           | World War Joy           |
| 2022 | High                                                   | So Far So Good          |
| 2022 | iPad                                                   | So Far So Good          |
| 2022 | Riptide                                                | So Far So Good          |
| 2022 | I Love U                                               | So Far So Good          |
| 2022 | The Fall (med Ship Wrek)                               | So Far So Good          |
| 2022 | Why Can't You Wait (med Bob Moses)                     | So Far So Good          |
| 2022 | Time Bomb                                              | So Far So Good          |
| 2022 | Wish on an Eyelash, Pt. 2 (Mallrat & The Chainsmokers) | inget album             |
| 2023 | Make Me Feel (med Cheyenne Giles)                      | inget album             |
| 2023 | Up & Down (med 347aidan)                               | Summertime Friends      |
| 2023 | Self Destruction Mode (med bludnymph)                  | Summertime Friends      |
| 2023 | See You Again (med ILLENIUM och Carlie Hanson)         | Summertime Friends      |
| 2023 | Celular (Nicky Jam & Maluma med The Chainsmokers)      | Summertime Friends      |
| 2023 | My Bad (med Shenseea)                                  | Summertime Friends      |
| 2023 | Summertime Friends                                     | Summertime Friends      |
| 2023 | Jungle (Alok med The Chainsmokers & Mae Stephens)      | Summertime Friends      |
| 2023 | Think About Us (med GRACEY)                            | Summertime Friends      |
| 2023 | fault in the stars (Powfu & The Chainsmokers)          | inget album             |
| 2024 | Addicted (Zerb & The Chainsmokers feat. Ink)           | No Hard Feelings        |
| 2024 | Friday (med Fridayy)                                   | No Hard Feelings        |

Notering: The Fall, Why Can't You Wait och Time Bomb las till en efter en på albumet So Far So Good, ett tag efter albumets release.